# Chittius anatolicus
Chittius anatolicus är en skalbaggsart som beskrevs av Rudolph Petrovitz 1963. Chittius anatolicus ingår i släktet Chittius och familjen Aphodiidae. Inga underarter finns listade i Catalogue of Life.